# Рали
Рали (енгл. Raleigh) главни је град америчке савезне државе Северна Каролина. По попису из 2020. има 467.665 становника.
Рали је дом Државног универзитета Северна Каролина и део је Истраживачког тријангл парка, заједно са Дарамом (Универзитет Дјук и Централни универзитетом Северна Каролина) и Чапел Хилом (Универзитет Северне Каролине у Чапел Хилу). Надимак „Тријангл” настао је након отварања Истраживачког триангл парка 1959. године, смештеног у окрузима Дарам и Вејк, између три града и на њиховим универзитетима. Према америчком Бироу за попис становништва у регији Истраживачког триангла, Рали-Дарам-Чапел Хил, процењен је број од 2.037.430 становника у 2013. години. Процењује се да је у градском подручју Ралија у 2013. години било 1.214.516 становника.
Највећи део Ралија смештен је у округу Вејк, а врло мало део се налази у округу Дарам. Градови Кери, Морисвил, Гарнер, Клејтон, Вејк Форист, Ејпекс, Холи Спрингс, Најтдејл, Вендел, Зебјулон, су нека од главних оближњих предграђа и сателитских градова.
Рали је почетни пример планираног града у САД. Након Америчког рата за независност када су САД стекле независност, ово место је изабрано за место главног града државе 1788. и 1792. инкорпорирано као такво. Током Америчког грађанског рата, град је био поштеђен било какве значајне битке. Припадао је Унији у последњим данима рата и борио се са економским тешкоћама у послератном периоду везаним за реконструкцију тржишта рада, превеликим ослањањем на пољопривреду и социјалним немирима током раздобља обнове. Након успостављања Истраживачког тријангла 1959. године, отворено је неколико десетина хиљада радних места у областима науке и технологије, а град је постао једна од најбрже растућих заједница у Сједињеним Државама до почетка 21. века.

## Историја

### Претходне престонице
Бат, најстарији град у Северној Каролини, био је први номинални главни град колоније од 1705. до 1722. године, када је ту улогу преузео Идентон. Колонија није имала сталне владине институције све док нови главни град, Њу Берн, није основан 1743.

### 18. век
У децембру 1770. године Џоел Лејн је успешно поднео молбу Генералној скупштини Северне Каролине да створи нови округ. Закон о стварању округа Вејк донесен је 5. јануара 1771. године у Генералној скупштини. Округ је обухватао делове следећих округа: Камберланд, Оринџ и Џонстон. Округ је добио име по Маргарет Вејк Трајон, супрузи гувернера Виллијама Трајона. Прво седиште округа био је Блумсбери.
Њу Берн, лучки град на реци Њус на 56 km од Атлантског океана, био је главни и највећи град Северне Каролине током Америчке револуције. Када је британска војска опсадла град, он више није могао вршити функцију престонице.
Рали је изабран за место нове престонице 1788. године, јер га је централна локација штитила од напада са обале. Званично је основан 1792. године и као седиште округа и као главни град државе (регистрован 31. децембра 1792. - повеља одобрена 21. јануара 1795). Град је добио име по Волтеру Ролију, оснивачу колоније Роаноук, познате као "Изгубљена колонија" на острву Роаноук.
Локација града делимично је одабрана због тога што је удаљена 18 км од Исакове ловачке таверне, популарне кафане коју су посећивали државни законодавци. На изабраном градском локалитету раније није постојао познати град или место. Рали је један од ретких градова у Сједињеним Државама који је планиран и изграђен управо да би служио као главни град државе. Првобитне границе формиране су градским улицама у правцу севера, истока, запада и југа. План града заснован је на плану Томаса Холма из 1682. године за Филаделфију.
Генерална скупштина Северне Каролине се први пут састала у Ралију у децембру 1794. и доделила граду повељу, са одбором од седам именованих комесара и "Интендант полиције" (који је прерастао у канцеларију градоначелника) који ће њиме управљати. (Након 1803. изабрани су градски комесари.) У 1799. години, "Н.С. Минерва и Рали адвејтајсер" биле су прве новине објављене у Ралију. Џон Хејвуд је био први Интендант полиције.

### 19. век
Ендру Џонсон, будући 17. председник САД, рођен је 1808. године у Ралију. Прва градска водоводна мрежа завршена је 1818. године, иако је због квара на систему пројекат суспендован. У 1819. години у Ралију је основано прво добровољно ватрогасно друштво, које је 1821. године прерасло у ватрогасну чету са пуним радним временом.
У 1817. основана је бискупија у Северној Каролини, са седиштем у Ралију.
У 1831. пожар је уништио Државну кућу Северне Каролине. Две године касније, реконструкција је започела употребом гнајса који је доставила прва железница у држави. Рали је прославио завршетак новог државног Капитола и нове железничке компаније Рали & Гастон 1840. године.
У 1853. години, у близини Ралија одржан је први Државни сајам. Прва високошколска установа у Ралију, Пис колег, основана је 1857. године. У ралију данас постоји стари део града који садржи много кућа из 19. века које су још увек у добром стању.
Северна Каролина се одвојила од Уније. Након што је започео Амерички грађански рат, гувернер Зебулон Берд Венс наредио је изградњу грудобрана у граду као заштиту од војске Уније. Током кампање генерала Шермана у Каролини, Рали је заробила коњица Уније под командом генерала Хјуа Џадсона Килпатрика 13. априла 1865. године. Док се Конфедерацијска коњица повлачила према западу, војници Уније су следили, након чега је уследила Морисвилска битка. Град је поштеђен значајнијег разарања током рата.
Због економских и социјалних проблема послератног периода и Реконструкције, услед државне привреде која је још увек била претерано заснована на пољопривреди, током наредних неколико деценија град се споро развијао.
Након што је грађански рат завршен 1865. године, Афроамериканци су еманципирани. Законодавна власт из периода Реконструкције успоставила је јавно образовање за црнце и белце. Ослобођене људе су често предводили слободни црнци који су се школовали пре рата. Уз помоћ Ослобођеничког бироа, многи ослобођеници су прешли из руралних подручја у Ралију, где је успостављена заједница слободних црнаца, са више могућности за рад, а многи ослобођеници желели су да се извуку од надзора белаца у руралним областима.
Универзитет Шо, први афроамерички колеџ на Југу, почео је са наставом 1865., а изнајмљен је 1875. Његова Естеј Хол била је прва зграда изграђена за потребе вишег образовања црних жена, а Леонард медицински центар био је први четворогодишњи медицински факултет у земља за Афроамериканце.
У 1867. епископално свештенство основало је Колеџ Светог Августина за образовање ослобођених црнаца. Парламентарно законодавство за реконструкцију оворило је нове социјалне установе: 1869. године је отворило прву школу у земљи за слепе и глуве црнце, која се налазила у Ралију. У 1874. години, савезна влада изградила је Савезну зграду у Ралију, први пројекат савезне владе на Југу након грађанског рата.
У 1880., новине Њуз и Обсервер су се удружиле и формирале Њуз & Обсервер. То је и даље примарни дневни лист у Ралију. Колеџ за пољопривреду и механику у Северној Каролини, који је сада познат као Државни универзитет у Северној Каролини, основан је 1887. Градска болница отворена је 1889. године и укључивала је прву државну школу медицинских сестара. Баптистички женски факултет, данас познат као Мередит колеџ, отворен је 1891. године, а 1898. основана је Музичка академија, приватни музички конзерваторијум.
Крајем деветнаестог века изабрана су два црначка конгресмена из другог округа Северне Каролине. Џорџ Хенри Вајт тежио је да промовише грађанска права црнаца и да се супростави напорима белих демократа да ускрате право гласања црнацима новим дискриминаторским законима. Он и савезници нису били успешни. На основу кампање надмоћних белаца којом су се демократе вратила на власти, 1900. државно законодавство донело је нови устав са амандманом о изборима којим су подигнуте баријере за регистрацију бирача, чиме је учињена неправда према већини црнаца и много сиромашних белаца. Држава је успела да сведе гласање црнаца на нулу до 1908. Губитак способности да гласају такође је дисквалификовао црне мушкарце (и касније жене) да седе у поротама и служе у било којој функцији - локалној, државној или савезној. Растућа црначка средња класа у Ралију и другим областима била је политички ућуткана и искључена из локалне управе, а Републиканска странка није више била конкурентна демократама.
Тек након што је средином 1960-их, усвојено савезно законодавство о грађанским правима већина црнаца у Северној Каролини поново је могла да гласа, седи у поротама и служи у локалним канцеларијама. У то време многи Афроамериканци су напустили државу у Великој миграцији у северне индустријске градове због бољих могућности. Ниједан Афроамериканац није био изабран у Конгресу Северне Каролине до 1992. године.

### 20. век
У 1912. години отворен је Блумсбери парк, у коме је био популаран рингишпил. Премештен је у Пулен парку, и још увек постоји и ради.
Од 1914. до 1917. епидемија грипа у Ралију усмртила је 288 становника.
WLAC је 1922. године постао прва градска радио станица, али је радио само две године. WFBK је основан 1924. године, а преименован је у WPTF 1927. Данас је најстарија континуирана радио станица у Ралију.
Након досељавања католика, 12. децембра 1924. године папа Пије XI званично је основао римокатоличку бискупију у Ралију. Катедрала Исусовог Срца постала је службено седиште бискупије са бискупом Вилијамом Хафејом.
Први градски аеродром, Кертис-Рајт, отворен је 1929. Исте године, пад берзе довео је до затварања шест банака у Ралију.
Током тешких 1930-их година Велике кризе, влада на свим нивоима била је усредсређена на отварања нових радних места. Град је пружао рекреативне и образовне програме и запошљавао људе за јавне радове. Меморијални аудиторијум Рали отворен је 1932. године. Симфонија Северне Каролине основана је исте године. Од 1934. до 1937. године, савезни Цивилни Конзерваторски корпус изградио је подручје данас познато као Вилијам Б. Амстид Стејт парк. Генерална скупштина државе 1939. године ангажовала је ваздухопловну управу Рали-Дарам за изградњу већег аеродрома између Ралија и Дарама, а први лет је изведен 1943. године.
Грађани Ралија су 1947. године усвојили облик владе и управе, што је и данас тренутна форма. Чланови савета бирају се из једночланих округа. Они ангажују градског менаџера.
Дортон Арена, вишенаменска арена од 7.610 места, коју је дизајнирао Метју Новицки, отворена је 1952. године на терену државног сајма у Северној Каролини. Уписана је у Национални регистар историјских места 1973. године.
Рали је претрпео значајну штету од урагана Хејзел 1954. године.
У 1953. WNAO-TV, канал 28, постао је прва градска телевизијска станица, међутим угашена је 1957. године.
Отварањем Истраживачких триангл парка 1959. године, у Ралију је почео пораст становништва, које је бројило 100.000 у 1960. години. Биро за попис становништва је 1960. године објавио да становништво у Ралију састоји од 76,4% белаца и 23,4% црнаца.
Након доношења савезног Закона о бирачким правима из 1965. године, једног од главних достигнућа Покрета за грађанска права и председавања Линдона Џонсона, политичко учешће и гласање Афроамериканаца у Ралију нагло се повећавало.
Улица Ист Харжет од почетка до средине 20. века била је позната као Ралијев "црна главна улица" и била је седиште бројним компанијама у власништву црнаца. Подручје је измењено након што је град десегрегирао своје установе.
Почетком 1970-их људи у Ралију постали су све више забринути због раста и градског ширења. Организације у заједници сматрале су да на општинске канцеларије превише утичу пословни интереси услед наглог раста становништва и предлажу се различити развојни пројекти. Општи избори су по њиховој процени измењени тако да градоначелника треба непосредно бирати, уместо да га бира градско веће. Већина места у градском одбору тада је подељена по укрузима, уместо да буду одржана у целини. Избори 1973. били су први на које су утицале реформе. Градски одборник Кларенс Лајтнер победио је извршног директора бироа Рали Мершантс Г. Визли Вилијамса да би постао први црни градоначелник Ралија, а тиме и први црни градоначелник у главном граду са белачком већином.
У 1976. години, школе Рали Сити и Вејк Каунти спојиле су се у систем јавних школа округа Вејк, који је сада највећи школски систем у држави и 19. по величини у САД.
Током 1970-их и 1980-их изграђена је обилазница И-440, која је растеретила застоје у саобраћају и омогућила приступ већини главних градских саобраћајница.
Први конгресни центар Рали и тржни центар у Фејетвилској улици отворени су 1977. године. Фејетвилска улица претворена је у шеталиште у настојању да се помогне тада погођеном градском подручју. Међутим поново је отворена за саобраћај 2007. године, као главна саобраћајница у центру Ралија.
Торнадо у Ралију 28. новембра 1988. био је најразорније од седам торнада пријављених у североисточној Северној Каролини и југоисточној Вирџинији између 1:00 AM и 5:45 AМ. Рали је од торнада претрпео штету од преко 77 милиона долара, заједно са четири смртна случаја (два у граду Ралију, и два у округу Неш) и 154 повређених. Пут разарања торнада био је дугачак 84 км и широк 0,8 км, торнадо је рангиран као Ф4.
Олимпијски пламен је 1996. године прошао кроз Рали док је био на путу за Летње олимпијске игре 1996. у Атланти. Такође 1996. године, ураган Фран погодио је то подручје узрокујући велике поплаве и велика структурна оштећења. Поред тога, WRAL-TV је постала прва телевизијска станица са високом резолуцијом у свету.
У 1997., члан НХЛ-а Хартфорд валерси најавили су намеру да се преселе у Ралију као Каролина харикенси, постајући прва велика градска професионална спортска франшиза.
У 1999. години отворена је Пи-ен-си Арена где се одржавају кошаркашке утакмице и концерти, а до 2011. и хокејашке утакмице.

### 21. век
У првој деценији 21. века, Рали је био истакнут у великом броју "Топ 10 листа", укључујући Форбсову, MSNBC-ову и листу часописа Money, бог квалитета живота и повољне пословне климе.
Комплекс Меморијалног аудиторијума Рали 2001. године проширен је изградњом Енергетског центра за сценске уметности, концертне дворане, оперског театра, позоришта, галерије и Лихтин Плазе.
Фејетвилска улица поново је отворена за саобраћај 2006. године. Различити пројекти зграда у центру почели су отприлике у ово време, укључујући 34-спратну кулу Ер-би-си банке, више пројеката стамбених зграда и неколико нових ресторана.
У 2006. градска НХЛ франшиза, Каролина харикенси, освојила је Стенли кап, што је прва и једина професионална спортска титула неког клуба из Северне Каролине.
Отварањем делова И-540 од 2005. до 2007. године, новом петљом дужине од 110 км око округа Вејк, загушење саобраћаја донекле је ублажено у области Северни Рали. Очеккивало се да ће изградња комплетне петље потрајати још 15 година.
Градска историјска четврт Фејетвилске улице се 2008. године укњижена је у Националном регистру историјских места.
У септембру 2010. године, Рали је био домаћин првог Хопскоч музичког фестивала.
У јануару 2011. године, Рали је био домаћин Ол-стара НХЛ-а.
У априлу 2011. године разорни торнадо ЕФ-3 погодио је Рали, а више других торнада погодили су Северну Каролину (на крају највећа, али не и најјача непогода која је икада погодила државу), усмртивши 24 особе. Торнадо је долазио са североистока кроз делове центра града, источног централног Ралија и североисточног Ралија и нанео штету од 115 милиона долара у округу Вејк. Било је 4 смртних случајева у граду.
У септембру 2015. године отворена је англиканска црква Свете Тројице, прва црква која је саграђена у центру Ралија од 1958.
Католичка бискупија је 26. јула 2017. у Ралију отворила своју нову катедралу Светог имена Исусовог, која је по величини пета у Сједињеним Државама.

## Географија
Према Бироу за попис становништва Сједињених Држава, Рали заузима укупну површину од 373,0 km², од чега је 369 km² копнена површина, а 2,5 km², или 0,76%, прекривено је водом. Река Њус протиче кроз североисточни део града.
Рали је смештен у североисточно-централном делу Северне Каролине, где се сусрећу региони Пијемонт и Атлантска обала. То подручје је познато као "линија пада", јер означава надморску висину у којој се у потоцима и рекама почињу појављивати слапови. Као резултат тога, највећи део Ралија има благе брежуљке који се нагињу на исток према државној равници. Његова централна локација у Пијемонту налази се око два сата западно од Атлантик Бича аутомобилом и четири сата источно од планине Великог дима. Град је удаљен 277 км јужно од Ричмонда, 447 км јужно од Вашингтона, и 269 km (167 mi) североисточно од Шарлот, Северна Каролина. Мали део града налази се у округу Дарам.

### Подручје града
Рали је подељен на неколико главних географских подручја, од којих свака користи поштанску адресу Ралија и ЗИП код који почиње цифрама 276. Пи-ен-си Плаза, највећи је и највиши небодер у граду Ралију. Кула се уздиже до висине од 164 м, и има 34 спратова.

#### Централни Рали
У центру града налазе се историјске грађевине попут хотела Сер Волтер Рали изграђен почетком 20. века, обновљена градска пијаца, пословни део Фејетвилске улице, која обухвата зграде Пи-ен-си Плазе и Велс Фарго Капитол центра, као и зграде Историјски музеј Северне Каролине, Музеј природних наука Северне Каролине, Капитол државе Северни Каролина, Универзитет Вилијам Пис, Музеј града Ралија, Конгресни центар Рали, Универзитет Шо, Правни факултет Универзитета Кембел и Колеџ Светог Августина.

#### Мидтаун Рали
Мидтаун Рали је стамбени и пословни део северно од пута И-440 и део је Северног Ралија. Грубо је уоквирен Гленвуд / Кридмур путем на западу, Вејк Форист путем на истоку и Милбрук путем на северу. Обухвата тржне центре као што су Норд Хилс и Крабтри Валеј Мол. Такође обухвата Норд Хилс парк и део Ралијског Гринвеј система. Термин је сковао програмер привредне коморе Џон Кејн и директор планирања Мичел Силвер. Часопис Њуз & Обсервер почео је да користи термин само у маркетиншке сврхе. Алијанса Мидтаун Ралија основана је 25. јула 2011. као начин да лидери заједнице промовишу то подручје.

#### Источни Рали
Источни Рали налази се отприлике у близини Капитол булевара, у близини пута И-440 до Њу Хоуп пута. Суседство Источног Ралија обухвата Хедингем, Лонгвју, Локвуд, Њу Хоуп, Томпсон-Хантер и Вилдерс Грув. Подручје на истоку граничи се са градом Најтдејлом.

#### Западни Рали
Западни Рали се налази дуж улице Хилсборо и Западног булевара. Подручје је са западне стране омеђено предграђем Кери. У њему се налазе Државни универзитет Северна Каролина, Мередит колеџ, Пулен Парк, Баптистичка црква Пулен меморијал, Исламско удружење Ралија, Камерон вилеџ, Лејк Џонсон, Музеј уметности Северне Каролине и историјска школа Сент Мери. Главне магистрале које које пролазе кроз Западни Рали, поред улице Хилсборо, су: Авент Фери, Блу Риџ и Западни булевар. Пи-ен-си Арена се такође налази овде поред државног сајма Северне Каролине. Она се налазе око 3,3 км од болнице Рекс.

#### Северни Рали
Северни Рали је широк, разнолик и брзо растући приградски део. Подручје се углавном простире северно од Милбрук друма. То је првенствено предграђе са великим трговачким површинама. Примарна насеља и поделектори у Северном Ралију укључују: Бартонс Крик Блафс, Бедфорд, Бент Три, Блек Хорс Ран, Брајерр Крик, Брукхевен, Кросгејт, Кросвенд, Доминион Парк, Дурент Трајлс, Итанс Глен, Фолс Ривер, Грејстоун вилеџ, Херингтон Грув, Лонг Лејк, Норд Хевен, Норд Риџ, Оакрофт, Шенон Вудс, станица Сик Форкс, Спрингдејл Естејт, Стоунбриџ, Стоун Крик, Стоунхенџ, Самерфилд, Валеј Естејт, Вакефиелд, Ведерфилд, Вендзор Форист и Вуд Валеј .

#### Јужни Рали
Јужни Рали се простире дуж пута УС 401 јужно према Фуквеј-Варини и дуж пута УС 70 у предграђу Гарнер. Ово подручје је најмање развијено и најмање насељено подручје Ралија. Јужни Рали се на западу граничи са Керијем, на истоку са Гарнером, на југозападу са Холи Спрингсом и на југоистоку са Фуквеј-Варином.

#### Југоисточни Рали
Југоисточни Рали граничи се са Централним Ралијем на западу, Гарнером на југозападу, и руралним округом Вејк на југоистоку. Предграђе обухвата подручја дуж Рок Квери друма, Пул друма и авеније Њу Берн. Универзитет Шо налази се у овом делу града.

### Клима
Као и у већем делу југоисточних Сједињених Држава, и у Ралију влада влажна суптропска клима (Кепен Cfa). Зиме су кратке и углавном хладне, са нормалном јануарском дневном средњом температуром од 5,0 °C. У просеку, 69 ноћи годишње температура се спусти испод нуле, а у просеку током 2,7 дана годишње температура не расте изнад нуле. Рали има просечну годишњу количину падавина од 110,1 cm. Годишњи и месечни (температурни и) подаци о падавинама приказани су у табели испод. Април је најсушнији месец, са просечно 74,2 мм падавина. Падавине су добро распоређене током целе године, са мало већим максимумом између јула и септембра. У просеку је јул месец са највише падавина, услед углавном учесталих, понекад јаких пљускова и грмљавина. Лета су врућа и влажна, са нормалном јулском дневном средњом температуром од 26,7 °C. Током 48 дана у години температура иде изнад 32 °C. Јесен је слична пролећу у целини, али има мање кишовитих дана, али већи потенцијал за екстремно обилне кише током једног или два дана, услед повремених претњи од тропских циклона (урагани и тропске олује) које прате бујне кише. У септембру 1999. године, у Ралију је забележен најкишовитији месец икада, са преко 21 инча кише, услед бујице киша из тропских циклона, од којих је најпознатији ураган Флојд, 15. и 16. септембра. Екстремне температуре кретале су се од -23 °C 21. јануара 1985. до 41 °C 8. јула 2012. године.
Рали зими добија у просеку 15,2 cm снега. Ледена киша и суградица се такође јављају већином током зиме, а повремено у том подручју се јављају снажне ледене олује. Рали је 24. и 25. јануара 2000. године примио највеће снежне падавине од једне зимске олује. Олује овог обима су углавном резултат депресије хладног ваздуха која утиче на град услед близина Апалачких планина. Зимске олује проузроковале су и проблеме у саобраћају у прошлости.
Регион такође погађају повремени периоди суше, током којих град понекад ограничава употребу воде становницима. Током касног лета и почетком јесени, у Ралију се могу јавити урагани. Ураган Фран је 1996. године нанео озбиљну штету у области Ралија, углавном од пада дрвећа. Урагани Денис и Флојд у септембру 1999. године су примарно допринели екстремним падавинама у месецу вишим од 21 инча. Најновији ураган који је имао значајан утицај на то подручје био је ураган Флоренс у 2018. години. Торнада су такође повремено наносила штету Ралију, понајвише торнадо од 28. новембра 1988. који се догодио у раним јутарњим часовима, оцењен са Ф4, и погодио је северозападне делове града. Ту је и торнадо ЕФ-3 од 16. априла 2011, који је погодио делове центра града и североистока Ралија и предграђа Холи Спрингса.
| Клима Климатски подаци за Међународни аеродром Рали – Дарам, Северна Каролина (нормале од 1981–2010, екстреми 1887–2020) | Клима Климатски подаци за Међународни аеродром Рали – Дарам, Северна Каролина (нормале од 1981–2010, екстреми 1887–2020) | Клима Климатски подаци за Међународни аеродром Рали – Дарам, Северна Каролина (нормале од 1981–2010, екстреми 1887–2020) | Клима Климатски подаци за Међународни аеродром Рали – Дарам, Северна Каролина (нормале од 1981–2010, екстреми 1887–2020) | Клима Климатски подаци за Међународни аеродром Рали – Дарам, Северна Каролина (нормале од 1981–2010, екстреми 1887–2020) | Клима Климатски подаци за Међународни аеродром Рали – Дарам, Северна Каролина (нормале од 1981–2010, екстреми 1887–2020) | Клима Климатски подаци за Међународни аеродром Рали – Дарам, Северна Каролина (нормале од 1981–2010, екстреми 1887–2020) | Клима Климатски подаци за Међународни аеродром Рали – Дарам, Северна Каролина (нормале од 1981–2010, екстреми 1887–2020) | Клима Климатски подаци за Међународни аеродром Рали – Дарам, Северна Каролина (нормале од 1981–2010, екстреми 1887–2020) | Клима Климатски подаци за Међународни аеродром Рали – Дарам, Северна Каролина (нормале од 1981–2010, екстреми 1887–2020) | Клима Климатски подаци за Међународни аеродром Рали – Дарам, Северна Каролина (нормале од 1981–2010, екстреми 1887–2020) | Клима Климатски подаци за Међународни аеродром Рали – Дарам, Северна Каролина (нормале од 1981–2010, екстреми 1887–2020) | Клима Климатски подаци за Међународни аеродром Рали – Дарам, Северна Каролина (нормале од 1981–2010, екстреми 1887–2020) | Клима Климатски подаци за Међународни аеродром Рали – Дарам, Северна Каролина (нормале од 1981–2010, екстреми 1887–2020) |
| Показатељ \ Месец | .Јан. | .Феб. | .Мар. | .Апр. | .Мај. | .Јун. | .Јул. | .Авг. | .Сеп. | .Окт. | .Нов. | .Дец. | .Год. |
| --- | --- | --- | --- | --- | --- | --- | --- | --- | --- | --- | --- | --- | --- |
| Апсолутни максимум, °C (°F)                                                                                              | 27 (80) | 29 (84) | 34 (94) | 35 (95) | 37 (99) | 41 (105) | 41 (105) | 41 (105) | 40 (104) | 38 (100) | 31 (88) | 27 (81) | 41 (105) |
| Средњи максимум, °C (°F)                                                                                                 | 21,7 (71,1) | 23,5 (74,3) | 27,7 (81,8) | 30,6 (87,1) | 32,7 (90,8) | 35,6 (96,0) | 36,4 (97,5) | 36 (96,8) | 33,3 (91,9) | 30 (86,0) | 26,1 (78,9) | 22,4 (72,3) | 37,2 (99,0) |
| Максимум, °C (°F) | 10,5 (50,9) | 12,9 (55,2) | 17,4 (63,4) | 22,4 (72,4) | 26,4 (79,6) | 30,6 (87,1) | 32,3 (90,2) | 31,3 (88,4) | 27,8 (82,1) | 22,6 (72,6) | 17,6 (63,6) | 12 (53,6) | 22,1 (71,7) |
| Минимум, °C (°F) | −0,6 (31,0) | 1 (33,8) | 4,4 (39,9) | 8,9 (48,0) | 13,6 (56,5) | 18,8 (65,8) | 21,1 (69,9) | 20,3 (68,6) | 16,5 (61,7) | 9,9 (49,8) | 4,9 (40,8) | 0,7 (33,3) | 10 (50,0) |
| Средњи минимум, °C (°F)                                                                                                  | −10,9 (12,4) | −8 (17,6) | −4,9 (23,1) | −0,9 (30,4) | 5,4 (41,8) | 11,6 (52,9) | 15,4 (59,7) | 14,5 (58,1) | 8,2 (46,7) | 0,4 (32,7) | −3,9 (24,9) | −8,3 (17,1) | −12,2 (10,0) |
| Апсолутни минимум, °C (°F)                                                                                               | −23 (−9) | −19 (−2) | −12 (11) | −5 (23) | −2 (29) | 3 (38) | 9 (48) | 8 (46) | 3 (37) | −7 (19) | −12 (11) | −18 (0) | −23 (−9) |
| Количина падавинаmm (in)                                                                                                 | 88,9 (3,50) | 82 (3,23) | 104,4 (4,11) | 74,2 (2,92) | 83,1 (3,27) | 89,4 (3,52) | 120,1 (4,73) | 108,2 (4,26) | 110,7 (4,36) | 82,6 (3,25) | 79,2 (3,12) | 78 (3,07) | 1.100,8 (43,34) |
| Количина снега, cm (in)                                                                                                  | 7,4 (2,9) | 4,8 (1,9) | 1,3 (0,5) | 0,3 (0,1) | 0 (0) | 0 (0) | 0 (0) | 0 (0) | 0 (0) | 0 (0) | 0,3 (0,1) | 1,5 (0,6) | 15,5 (6,1) |
| Дани са падавинама (≥ 0.01 in)                                                                                           | 9,8 | 9,4 | 9,8 | 9,3 | 9,9 | 10,6 | 11,9 | 10,5 | 8,0 | 7,3 | 8,2 | 9,4 | 114,1 |
| Дани са снегом (≥ 0.1 in)                                                                                                | 1,1 | 1,3 | 0,3 | 0,1 | 0 | 0 | 0 | 0 | 0 | 0 | 0,1 | 0,5 | 3,4 |
| Релативна влажност, % | 66,5 | 64,1 | 63,0 | 61,7 | 71,1 | 73,6 | 76,0 | 77,9 | 77,1 | 73,3 | 69,1 | 68,5 | 70,2 |
| Сунчани сати — месечни просек                                                                                            | 163,8 | 173,1 | 228,9 | 250,7 | 258,4 | 267,7 | 259,5 | 239,6 | 217,6 | 215,4 | 174,0 | 157,6 | 2.606,3 |
| Сунчано време — месечни проценти                                                                                         | 53 | 57 | 62 | 64 | 59 | 61 | 58 | 57 | 58 | 62 | 56 | 52 | 59 |
| UV индекс | 3 | 4 | 6 | 7 | 9 | 10 | 10 | 9 | 8 | 5 | 3 | 2 | 6,3 |
| Извор #1: NOAA (relative humidity and sun 1961–1990),                                                                    | | | | | | | | | | | | | |
| Извор #2: Weather Atlas (UV index)                                                                                       | | | | | | | | | | | | | |

## Демографија
По попису из 2010. године број становника је 403.892, што је 127.799 (46,3%) становника више него 2000. године.
|                   | 2010.            | 2000.            |
| Укупно            | 403 892 (100,0%) | 276 093 (100,0%) |
| Белци             | 215 204 (53,28%) | 166 386 (60,26%) |
| Афроамериканци    | 118 471 (29,33%) | 76 756 (27,80%)  |
| Хиспаноамериканци | 45 868 (11,36%)  | 19 308 (6,993%)  |
| Азијати           | 17 434 (4,317%)  | 9 327 (3,378%)   |
| Остали            | 6 915 (1,712%)   | 4 316 (1,563%)   |

Према попису становништва из 2010. године, расни састав града био је: 57,5% белаца (53,3% нехиспанских белаца), 29,3% црнаца или Афроамериканаца, 4,3% Азијских Американаца (1.2% Индијских, 0,8% Кинеских, 0,7% Вијетнамских, 0,5% Корејских, 0.4% Филипинских, 0,1% Јапанских), 2,6% две или више раса, 1,4% неке друге расе, 0,5% домородачких Американаца, и <0,1% Хавајаца

## Партнерски градови
Рали је званично побратим са следећим градовима:
- Сјангјанг, Хубеј, Кина[40]
- Компјењ, Оаза, О де Франс, Француска
- Кингстон на Халу, Енглеска, Уједињено Краљевство
- Росток, Мекленбург-Западна Померанија, Немачка
- Најроби, Кенија[41]